# Lijst van Eublepharidae
Onderstaand een lijst van alle soorten hagedissen uit de familie Eublepharidae. Er zijn 44 soorten die verdeeld zijn in zes geslachten. Een geslacht is monotypisch en wordt slechts door een enkele soort vertegenwoordigd. 
- Soort Aeluroscalabotes felinus
- Soort Coleonyx brevis
- Soort Coleonyx elegans
- Soort Coleonyx fasciatus
- Soort Coleonyx gypsicolus
- Soort Coleonyx mitratus
- Soort Coleonyx reticulatus
- Soort Coleonyx switaki
- Soort Coleonyx variegatus
- Soort Eublepharis angramainyu
- Soort Eublepharis fuscus
- Soort Eublepharis hardwickii
- Soort Eublepharis macularius
- Soort Eublepharis satpuraensis
- Soort Eublepharis turcmenicus
- Soort Goniurosaurus araneus
- Soort Goniurosaurus bawanglingensis
- Soort Goniurosaurus catbaensis
- Soort Goniurosaurus chengzheng
- Soort Goniurosaurus gezhi
- Soort Goniurosaurus gollum
- Soort Goniurosaurus hainanensis
- Soort Goniurosaurus huuliensis
- Soort Goniurosaurus kadoorieorum
- Soort Goniurosaurus kuroiwae
- Soort Goniurosaurus kwanghua
- Soort Goniurosaurus kwangsiensis
- Soort Goniurosaurus liboensis
- Soort Goniurosaurus lichtenfelderi
- Soort Goniurosaurus luii
- Soort Goniurosaurus orientalis
- Soort Goniurosaurus sengokui
- Soort Goniurosaurus sinensis
- Soort Goniurosaurus splendens
- Soort Goniurosaurus toyamai
- Soort Goniurosaurus varius
- Soort Goniurosaurus yamashinae
- Soort Goniurosaurus yingdeensis
- Soort Goniurosaurus zhelongi
- Soort Goniurosaurus zhoui
- Soort Hemitheconyx caudicinctus
- Soort Hemitheconyx taylori
- Soort Holodactylus africanus
- Soort Holodactylus cornii